# Coro y su Puerto
Coro y su puerto es un sitio del Patrimonio de la Humanidad de la UNESCO, situado en la ciudad de Coro, en Venezuela. Coro esta tierra adentro, pero tiene puerto, La Vela de Coro, en la costa Caribe.

## Historia

### Sitio de Patrimonio de la Humanidad
Coro y su Puerto fueron inscritos como sitio de Patrimonio de la Humanidad en 1993, según los criterios (iv) y (v). Con sus construcciones con tierra únicas al Caribe, Coro es el ejemplo sobre viviente único de una fusión rica de tradiciones locales con mudéjar español y técnicas arquitecturales holandesas. Una de las primeras ciudades coloniales (fundada en 1527), tiene 602 edificios históricos.

### Patrimonio de la Humanidad en peligro
En 2005, el sitio fue inscrito en la lista de Patrimonio de la Humanidad en peligro. Uno de los factores de considerar el sitio en peligro fue el daño causado por lluvias pesadas. En 2018 se señaló que si bien la información proporcionada por el “Estado Parte” (Venezuela) demostró avances satisfactorios en la implementación de muchas medidas correctivas, se necesitaban más información y acciones para garantizar que los problemas clave previamente identificados que afectaban a la propiedad hayan sido resueltos. abordado adecuadamente.